# Moonwalk (paso de baile)

El moonwalk.

La caminata lunar o el paso lunar (en inglés: moonwalk) o backslide es un paso de baile en el que el bailarín se desliza hacia atrás, pero los movimientos de su cuerpo sugieren un avance hacia adelante. El moonwalk es un movimiento de popping. Se popularizó en todo el mundo cuando Michael Jackson popularizó el moonwalk durante la interpretación de «Billie Jean» en Motown 25: Yesterday, Today, Forever, que se emitió el 16 de mayo de 1983. Incluyó la caminata lunar en giras y actuaciones en vivo. A Jackson se le atribuye haber renombrado el backslide como moonwalk y se convirtió en su movimiento distintivo.

## Técnica

Cuando se realiza correctamente, el paso producirá la ilusión de caminar hacia adelante mientras se retrocede.

Para la realización del paso de baile se requiere de un calzado y suelo lo suficientemente resbaladizo como para deslizar los pies con facilidad.

Los pasos a seguir son los siguientes (de izquierda a derecha) *
1 - Se levanta un pie colocando la punta al frente en el suelo, apoyando todo el peso del cuerpo en él.
2 - Luego, se desliza ligeramente hacia atrás y suavemente el otro pie que no sostiene el peso.
3 - Ahora es el pie delantero el que se baja mientras que el pie trasero se levanta, apoyándose en la punta, similarmente a la posición inicial invertida.
4 - Finalmente el pie delantero se desliza hacia atrás más allá del pie trasero y se vuelven a invertir las posiciones.

* Imágenes del exparticipante de la segunda temporada de Yo me llamo Panamá, que interpretó a Michael Jackson, Allan Watson.
Estos pasos se repiten una y otra vez creando la ilusión de que el bailarín está siendo arrastrado hacia atrás por una fuerza invisible mientras trata de caminar hacia adelante. Las variaciones de este movimiento permiten que parezca deslizarse hacia adelante, hacia los lados, incluso en círculos (sidewalk) o en el mismo sitio (airwalk). Michael balanceaba sus brazos hacia adelante y hacia atrás mientras se deslizaba hacia atrás. También a menudo asomaba la cabeza de un lado a otro y encorvaba sus hombros. Estas adiciones hacen que la ilusión sea más convincente.

## Historia
Aunque Michael Jackson lo perfeccionó, lo dio a conocer y formó parte de su identidad, no se tiene la certeza de cuál es su origen. Cabe destacar que el propio Jackson nunca dijo que el moonwalk fuera invención suya ni se atribuyó nunca el mérito de su invención. Hay muchas instancias registradas de versiones similares de este paso de baile:

### Años 1930

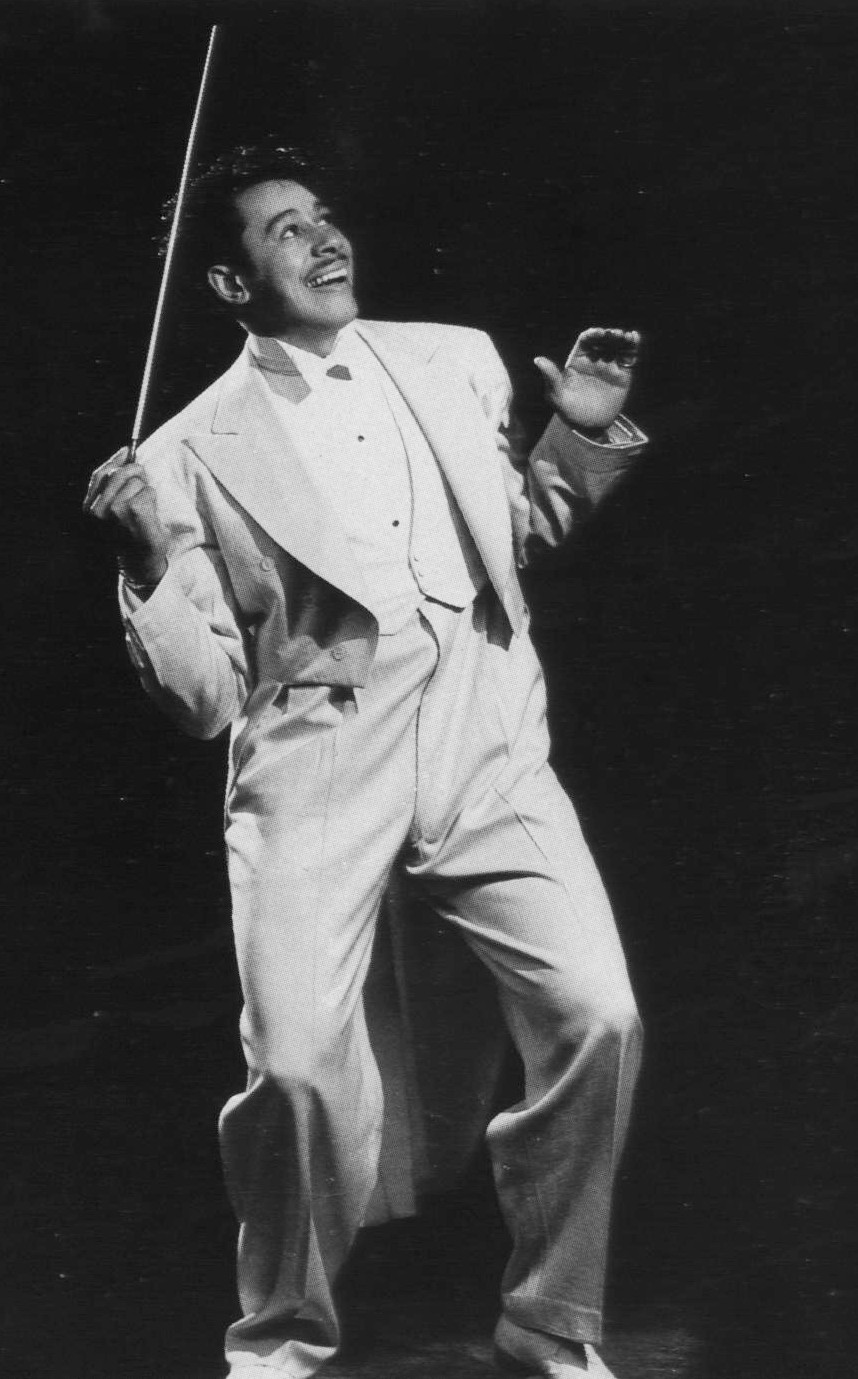
Cab Calloway ejecutó pasos de baile similares al moonwalk a principios de 1932.

Este paso se registra hasta Charles Chaplin. Pasos similares se reportan desde 1932, utilizados por Cab Calloway. Cab Calloway habría sido uno de los padres de este baile, como puede contemplarse en grabaciones como "Kickin' the gong around" o algunas grabaciones de Minnie The Moocher, St. James Infirmary o Zaz Zuh Zaz, de la grabación Cab Calloway's Hi-de-Ho"
En 1985, Calloway dijo que el movimiento se llamó "The Buzz" cuando él y otros lo realizaron en la década de 1930.

### Años 1940
En 1944, Judy Garland y Margaret O'Brien presentaron algo así como el movimiento en su actuación de "Under the Bamboo Tree" en Meet Me en St. Louis , aunque su performance carece de la ilusión creada por el auténtico moonwalk. El actor y comediante mexicano Adalberto Martínez Chávez ("Resortes") también realizó movimientos parecidos al moonwalk.
El mimo francés Marcel Marceau realizó este pasos similares en las películas en Cabin in the Sky (1943), Les Enfant du paradis (1943) y Showtime at the Apollo (1955).

### Años 1950
En la década de 1950, Dick Van Dyke realizó una variación similar del paso en "Mailing A Letter On A Windy Corner". En 1955, fue grabada una actuación de Bill Bailey en el Teatro Apollo, quien realizó el moonwalk tal y como se conoce actualmente. También en esa década se puede ver que en la película mexicana Escuela de verano, estrenada en 1959, Adalberto Martínez Chávez conocido como "Resortes" por su peculiar forma de bailar, realiza un moonwalk o "The Buzz" estacionario sobre un piano.

### Años 1960 y 1970
En un episodio de H.R. Pufnstuf, Judy Frog enseña un paso llamado moonwalk. Aunque su rutina es distinta, realizó un moonwalk estacionario (airwalk). Aparece un movimiento muy parecido, pero mucho más corto, en la película La Bruja novata, durante la ejecución del hechizo final a unos zapatos.
Se considera que la primera vez en que dio a conocer este paso de baile fue durante un popular programa de televisión, y fue un grupo fundado en 1977 llamados "the Electric Boogaloos". David Bowie fue probablemente el primer cantante de rock en realizar pasos similares al moonwalk en 1960-70, quien aprendió con Étienne Decroux.

### Años 1980
El propio James Brown, padre del soul e inspiración de Michael Jackson, fue uno de los que utilizó el moonwalk previamente con su paso de baile llamado camel walk. De esta manera, al ser uno de los primeros en popularizar este paso de baile (entiéndase que al ser un paso de baile no se puede saber con certeza quien lo creó, pero si quién lo popularizó), se le atribuye este paso al referido anteriormente James Brown.
En el videoclip "Crosseyed and Painless" de Talking Heads (1980) aparece claramente este paso. También se aprecia en la serie de televisión Fame y en la película Flashdance el moonwalk.

## Michael Jackson

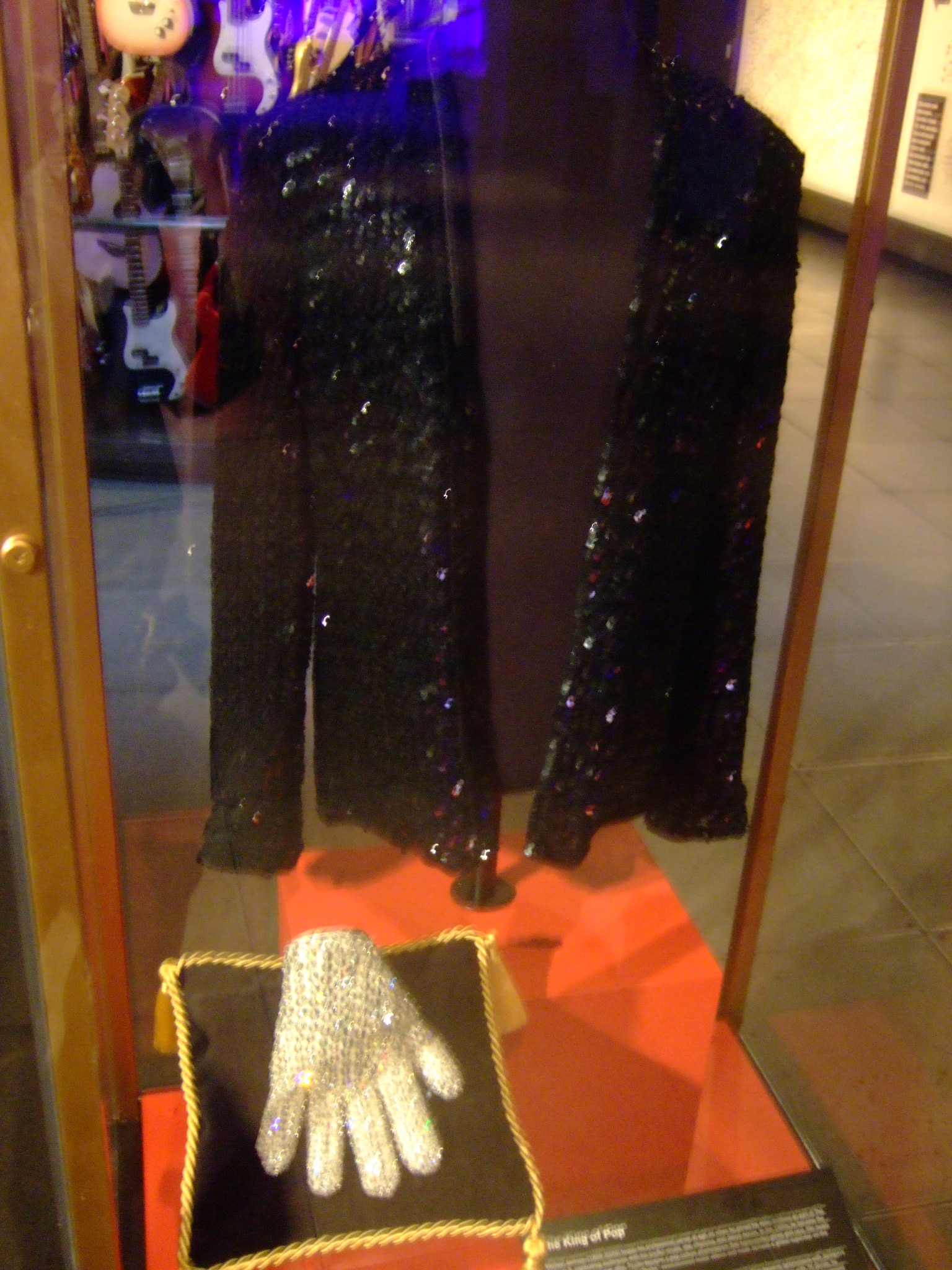
Chaqueta y guante de lentejuelas usados por Michael en Motown 25.

La NBC emitió en el 16 de mayo de 1983 Motown 25: Yesterday, Today, Forever (transmitido en el vigésimo quinto aniversario de Motown), donde Michael Jackson marcó el comienzo de la popularización del paso de baile, realizado la actuación del título de «Billie Jean» y despertando espontáneos gritos de entusiasmo en el público.
Jackson durante su entrevista con Oprah Winfrey (en 1993) declaró que cuando hizo el moonwalk por primera vez "estaba detrás del escenario llorando porque no estaba contento" con su ejecución pero "cuando estaba caminando hacia el auto, había un niño que tenía como 12 años", continuó Michael, "un niño judío y dijo: '¡Eres increíble! ¿Quién te enseñó a bailar así?'" y "por primera vez sentí que hice un buen trabajo" porque "sé que los niños no mienten y me sentí muy bien al respecto", concluyó.
Desde el estreno del sexto álbum de Michael Jackson, Thriller (1982) hasta el presente, sus fans se hacen llamar "moonwalkers", la autobiografía de Michael Jackson se titula Moonwalk y su película Moonwalker en referencia al baile popularizado por este mismo.

### Inspiraciones de Jackson
Michael Jackson explicó en su entrevista con Oprah de dónde provenía el paso de baile:

Bueno, el Moonwalk provino de estos hermosos niños, los niños negros que viven en los guetos, ya sabes, las ciudades del interior, que son brillantes, que tienen ese talento natural para bailar cualquiera e estos de estos nuevos bailes - "the running man" - cualquiera de estos bailes. Ellos vienen con estos bailes, todo lo que hice fue mejorar el paso.

En uno de los especiales de TV realizados con motivo de la muerte del cantante, apareció La Toya Jackson, una de sus hermanas, comentando el origen del moonwalk, en la que dice que el moonwalk le fue enseñado a Michael Jackson por Jeffrey Daniels, un bailarín del programa de televisión Soul Train y Top of the Pops, perteneciente al grupo Shalamar. Cooley Jaxson también le enseñó a Jackson. Algunas personas consideran el moonwalk, una técnica de Popping, un baile callejero de estilo funk que se originó en California en la década de 1970.
Otro personaje en cuestión llamado Geron Candidate, conocido por el apodo de Casper, se encargó de enseñarle personalmente el paso llamado backslide a Michael. Según Casper, lo aprendió en una hora, aunque todavía le faltaba práctica. Cuando fue a una actuación de los Jackson a Los Ángeles esperando ver el backslide, Michael Jackson no lo realizó, alegando que aún no se sentía preparado para hacerlo en público. Años más tarde, cuando Casper se encontraba viendo la gala de celebración del 25 aniversario de Motown lo pudo observar hacerlo por primera vez. Decía estar orgulloso de habérselo enseñado aunque señaló que lo que él había hecho no era el moonwalk sino el backslide. Según Thomas Guzman-Sanchez, el moonwalk es realizado en círculo, por lo que a raíz de aquello el backslide pasó a tener su actual denominación. No se sabe si el nombre moonwalk proviene de un malentendido del nombre del paso de baile o a propósito por el propio Michael. Casper afirma que Jackson le pagó 1000 dólares por enseñárselo, una cantidad más que suficiente para él debido a su corta edad, y que incluso se lo hubiese enseñado gratis. Por supuesto también dice que le hubiera gustado que Michael Jackson le hubiese mencionado como el que se lo enseñó, pero dice que está encantado con el trato que recibió del cantante.[cita requerida]
El mimo Marcel Marceau también declaró en otra entrevista que Michael se inspiró en él para su conocido moonwalk tras ver su Marcha contra el viento.

## Actualidad

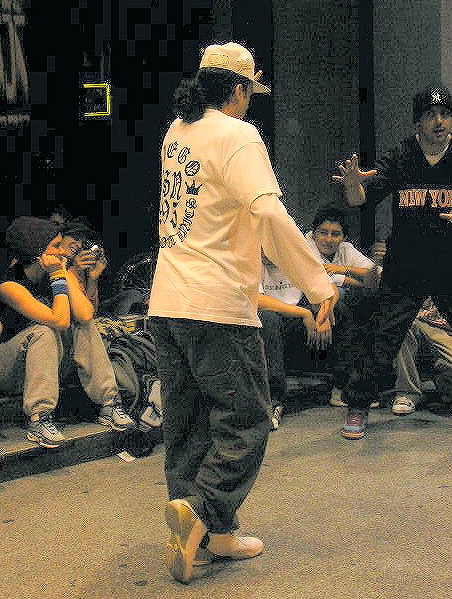
Bailarín haciendo un moonwalk en Madrid.

El moonwalk ha sido un paso muy popular usado por bailarines y cantantes en sus videoclips y actuaciones en vivo, entre ellos Bruno Mars, Chris Brown, Jason Derulo, Adam Levine, Usher, Justin Bieber y Alessia Cara. El grupo musical C-pop WayV lanzó en 2019 un single titulado "Moonwalk", en el cual se realiza dicho paso durante el videoclip de la canción. Así mismo la agrupación de K-pop Astro (banda surcoreana) lanzó en 2019 su sencillo "Moonwalk".
El cantante y rapero Drake (músico) lanzó en 2020 su canción "Toosie Slide" que hace referencia a "hacer movimientos con los pies de arriba hacia abajo como Michael Jackson".
En 2020, la banda Puscifer presentó brevemente el moonwalk en su video "Apocalyptical" y también se menciona en la letra de la canción.

## En la cultura popular
- En Bob Esponja, durante el episodio "Bienvenido a bordo", Bob realiza un breve moonwalk.
- En Back to the Future 3 (1990), Marty McFly realiza el moonwalk cuando Bufford "Molosse" Tannen le dispara en las piernas y dice "¡Baila!".
- En The Emperor's New Groove (2000), Kuzco cuando vuelve a sí mismo hace un moonwalk.
- En Shrek 2 (2004), en los créditos finales, Pinocho realiza un corto moonwalk.
- En el videojuego de World of Warcraft , el baile nocturno de los elfos del macho es el moonwalk de Michael Jackson.
- En la película Toy Story 3 (2010), Ken realiza un moonwalk durante su desfile de moda.
- En el anime One Piece, Jango, el sirviente del capitán Crow, es un exbailarín itinerante que baila el moonwalk a la perfección.
- En Space Chimpanzees 2 (2010), un científico baila como Michael Jackson y hace un pequeño paseo lunar frente a Zartog.
- En Astérix y los vikingos (2006), cuando Goudurix está con los vikingos y baila con Abba, realiza algunos pasos de baile de Michael Jackson, incluido el paseo lunar .
- En The Amazing World of Gumball, En el capítulo "Los procrastinadores", Darwin está practicando «moonwalk» mientras hace beatbox frente a Gumball.
- El macho del Ceratopipra mentalis, un pájaro originario de América Central y el noroeste de Sudamérica, hace unos movimientos de cortejo que se asemejan al moonwalk.[37]
- En Super Mario Party y Mario Tennis Aces Waluigi lo muestra realizando un movimiento que se asemeja al moonwalk.[38][39]